# تاريخ علم النفس التطوري
تاريخ علم النفس التطوري بدأ مع تشارلز داروين، الذي قال إن البشر لديهم غرائز اجتماعية تطورت من خلال الانتقاء الطبيعي. ألهم عمل داروين علماء نفس لاحقين مثل ويليام جيمس وسيغموند فرويد، ولكن بالنسبة لمعظم علماء النفس في القرن العشرين، ركزوا بشكل أكبر على السلوكية والتفسيرات القريبة لسلوك الإنسان. كتاب إدوارد ويلسون الرائد لعام 1975، علم الأحياء الاجتماعي، صمم التطورات النظرية الحديثة في نظرية التطور لشرح السلوك الاجتماعي في الحيوانات، بما في ذلك البشر. قام جيروم باركو وليدا كوسميديس وجون توبي بتعميم مصطلح "علم النفس التطوري" في كتابهم عام 1992 بعنوان "العقل المتكيف: علم النفس التطوري وتوليد الثقافة". مثل علم الأحياء الاجتماعي قبله، تورط علم النفس التطوري في الجدل، لكن علماء النفس التطوريون يرون أن مجالهم يكتسب قبولًا متزايدًا بشكل عام.

## القرن التاسع عشر
بعد عمله الرائد في تطوير نظريات الانتخاب الطبيعي، كرس تشارلز داروين جزءًا كبيرًا من سنواته الأخيرة لدراسة مشاعر الحيوانات وعلم النفس. كتب كتابين: "أصل الإنسان والاختيار فيما يتعلق بالجنس" عام 1871 و"التعبير عن العواطف عند الإنسان والحيوان" عام 1872، اللذين تناولا مواضيع تتعلق بعلم النفس التطوري. قدم مفاهيم الانتخاب الجنسي لشرح وجود هياكل حيوانية تبدو غير مرتبطة بالبقاء على قيد الحياة، مثل ذيل الطاووس. كما قدم نظريات تتعلق بالانتخاب الجماعي وانتخاب القرابة لشرح الإيثار. تأمل داروين في سبب كرم البشر والحيوانات تجاه أفراد مجموعتهم غالبًا. شعر داروين بأن أعمال الكرم تقلل من لياقة الأفراد الكرماء. تناقضت هذه الحقيقة مع الانتخاب الطبيعي الذي فضل الفرد الأكثر لياقة. خلص داروين إلى أنه بينما يقلل الكرم من لياقة الأفراد، فإنه سيزيد من لياقة المجموعة. في هذه الحالة، نشأ الإيثار بسبب المنافسة بين المجموعات. غالبًا ما يفسر علماء النفس التطوري الاقتباس التالي، من كتاب داروين "أصل الأنواع"، على أنه مؤشر على توقعه لظهور هذا المجال:
في المستقبل البعيد، أرى حقولًا مفتوحة لبحوث أكثر أهمية بكثير. سيتم بناء علم النفس على أساس جديد، وهو الاكتساب الضروري لكل قوة وقدرة عقلية من خلال التدرج.

ــــ داروين، تشارلز (1859). أصل الأنواع. صفحة 488.

## القرن العشرين
ألهمت نظرية داروين النهج الوظيفي لعلم النفس عند ويليام جيمس. كان في صميم نظريته نظام من "الغرائز". كتب جيمس أن لدى البشر العديد من الغرائز، حتى أكثر من الحيوانات الأخرى. وقال إن هذه الغرائز يمكن تجاوزها بالتجربة وببعضها البعض، حيث أن العديد من الغرائز كانت في الواقع تتعارض مع بعضها البعض.

في كتابهما "مقدمة في علم النفس التطوري"، يشير توبي وكوزميدس إلى وجهة نظر جيمس، ويقتبسان منه أيضًا:
"نحن لا ندرك أن السلوك "الطبيعي" يحتاج إلى تفسير على الإطلاق. هذا "العمى الغريزي" يجعل دراسة علم النفس صعبة. للتغلب على هذه المشكلة، اقترح جيمس أن نحاول جعل "الطبيعي يبدو غريبًا":
يتطلب الأمر ... عقلًا أفسدته المعرفة لحمل عملية جعل الطبيعي يبدو غريبًا، لدرجة طلب سبب أي فعل بشري غريزي. لا يمكن أن تطرأ مثل هذه الأسئلة إلا على الميتافيزيقي: لماذا نبتسم عندما نكون مسرورين، ولا نعبس؟ لماذا لا نستطيع التحدث إلى حشد كما نتحدث إلى صديق واحد؟ لماذا تجعل فتاة معينة عقولنا رأسًا على عقب؟ لا يستطيع الرجل العادي إلا أن يقول، بالطبع نبتسم، بالطبع تخفق قلوبنا عند رؤية الحشد، بالطبع نحب الفتاة، تلك الروح الجميلة المكسوة بذلك الشكل المثالي، المصنوع بشكل واضح وصارخ للأبد ليُحب!
وهكذا، ربما، يشعر كل حيوان تجاه الأشياء المعينة التي يميل إلى فعلها في وجود كائنات معينة. ... بالنسبة للأسد، اللبوة هي المخلوقة لتُحب؛ بالنسبة للدب، الأنثى. بالنسبة للدجاجة الحاضنة، ربما يبدو من الوحشي أن يكون هناك مخلوق في العالم لا يعتبر عشًا مليئًا بالبيض هو الشيء الرائع والثمين الذي لا يُكتفى من الجلوس عليه كما هو بالنسبة لها.
وبالتالي، يمكننا أن نكون على يقين من أنه مهما بدت غرائز بعض الحيوانات غامضة بالنسبة لنا، فإن غرائزنا ستبدو لا تقل غموضًا بالنسبة لهم. (ويليام جيمس، 1890)

من وجهة نظرنا، كان ويليام جيمس على حق بشأن علم النفس التطوري. جعل الطبيعي يبدو غريبًا أمر غير طبيعي - يتطلب نظرة ملتوية تُرى، على سبيل المثال، في رسومات غاري لارسون الكاريكاتورية. ومع ذلك، فهو جزء محوري من المشروع. يتجنب العديد من علماء النفس دراسة الكفاءات الطبيعية، معتقدين أنه لا يوجد شيء هناك ليُفسر."
وفقًا لنعوم تشومسكي، ربما يُنسب الفضل إلى المفكر الأناركي بيوتر كروبوتكين في تأسيس علم النفس التطوري، عندما جادل في كتابه "العون المتبادل: أحد عوامل التطور" عام 1902 بأن الغريزة البشرية للتعاون والمساعدة المتبادلة يمكن اعتبارها نابعة من التكيف التطوري.
أشار وليام ماكدوغال إلى "علم النفس التطوري" في كتابه "مقدمة في علم النفس الاجتماعي" عام 1919: "وحده علم النفس المقارن والتطوري هو الذي يمكن أن يوفر الأساس اللازم (لعلم النفس)؛ ولا يمكن إنشاء ذلك قبل أن أقنع عمل داروين الناس باستمرارية التطور البشري مع تطور الحيوان فيما يتعلق بجميع الخصائص الجسدية، ومهد الطريق للاعتراف السريع التالي بالاستمرارية المماثلة للتطور العقلي للإنسان مع عالم الحيوان." (ص. 16)

## بعد الحرب العالمية الثانية
بينما اكتسبت نظريات داروين حول الانتقاء الطبيعي قبولًا في الجزء الأول من القرن العشرين، اُهملت نظرياته حول علم النفس التطوري إلى حد كبير. فقط بعد الحرب العالمية الثانية، في الخمسينيات من القرن الماضي، ازداد الاهتمام بالدراسة المنهجية لسلوك الحيوان. خلال هذه الفترة ظهر المجال الحديث لعلم السلوك الحيواني (الإيثولوجيا). كان كونراد لورنتس ونيكولاس تينبرخن من الرواد في تطوير الإطار النظري لعلم السلوك الحيواني الذي سيحصلان عليه بسببه على جائزة نوبل في عام 1973.
حاول كتاب "القرد العاري" لديزموند موريس تأطير السلوك البشري في سياق التطور، لكن تفسيراته لم تقنع الأكاديميين لأنها كانت تستند إلى فهم غائي (موجه نحو الهدف) للتطور. على سبيل المثال، قال إن الرابطة الزوجية تطورت حتى يتمكن الرجال الذين كانوا يخرجون للصيد من الوثوق بأن رفيقاتهم في المنزل لا يمارسن الجنس مع ذكور آخرين.

## علم الأحياء الاجتماعي
في عام 1975، بنى إدوارد أوسبورن ويلسون على أعمال لورنز وتينبرجن من خلال الجمع بين دراسات سلوك الحيوان والسلوك الاجتماعي والنظرية التطورية في كتابه "علم الأحياء الاجتماعي: التركيب الجديد". أدرج ويلسون فصلًا عن السلوك البشري. تسبب تطبيق ويلسون للتحليل التطوري على السلوك البشري في جدل مرير.
مع نشر كتاب "علم الأحياء الاجتماعي"، أصبح للتفكير التطوري لأول مرة حضور واضح في مجال علم النفس. يجادل إدوارد أوسبورن ويلسون بأن مجال علم النفس التطوري هو في الأساس نفسه "علم الأحياء الاجتماعي البشري".
يكتب إدوارد هاجن في "دليل علم النفس التطوري" أن علم الأحياء الاجتماعي، على الرغم من الجدل العام بشأن التطبيقات على البشر، هو "أحد الانتصارات العلمية للقرن العشرين". "يُعد علم الأحياء الاجتماعي الآن جزءًا من البحث الأساسي والمناهج الدراسية لجميع أقسام علم الأحياء تقريبًا، وهو أساس عمل جميع علماء الأحياء الميدانيين تقريبًا". ازداد البحث في علم الأحياء الاجتماعي على الكائنات غير البشرية بشكل كبير ويظهر باستمرار في أفضل المجلات العلمية في العالم مثل "نيتشر" و"ساينس". يُستخدم المصطلح الأكثر عمومية "علم البيئة السلوكي" كبديل لمصطلح "علم الأحياء الاجتماعي" من أجل تجنب الجدل العام.

## الاستخدام الحديث لمصطلح "علم النفس التطوري"
استخدم عالم الأحياء الأمريكي مايكل غيزلين مصطلح علم النفس التطوري في مقال عام 1973 نُشر في مجلة ساينس. قام جيروم باركو وليدا كوزميدس وجون توبي بتعميم مصطلح "علم النفس التطوري" في كتابهم عام 1992 "العقل المُكيف: علم النفس التطوري ونشوء الثقافة". يُختصر المصطلح أحيانًا بـ "إيفوسايك" أو "إيفو-سايك" أو ما شابه ذلك.
على النقيض من علم الأحياء الاجتماعي وعلم البيئة السلوكي، يُشدد علم النفس التطوري على أن الكائنات الحية هي "منفذات للتكيف" وليست "مُعظمات للياقة". بمعنى آخر، تمتلك الكائنات الحية تكيفات عاطفية وتحفيزية وإدراكية زادت عمومًا من اللياقة الشاملة في الماضي ولكنها قد لا تفعل ذلك في الحاضر. قد يُفسر هذا التمييز بعض السلوكيات غير القادرة على التكيف التي هي نتيجة "فجوات اللياقة" بين البيئات القديمة والحديثة. على سبيل المثال، غالبًا ما تؤدي رغباتنا التي تطورت قديمًا في الدهون والسكر والملح إلى مشاكل صحية في البيئة الحديثة حيث تتوفر هذه بكميات كبيرة.
أيضًا، على النقيض من علم الأحياء الاجتماعي وعلم البيئة السلوكي (الذي يدرس في الغالب سلوك الحيوانات غير البشرية)، بدلًا من التركيز بشكل أساسي على السلوك الظاهر، يحاول علم النفس التطوري تحديد التكيفات النفسية الكامنة (بما في ذلك الآليات العاطفية والتحفيزية والإدراكية)، وكيف تتفاعل هذه الآليات مع التأثيرات النمائية والبيئية الحالية لإنتاج السلوك.
قبل عام 1990، نادرًا ما ذكرت الكتب المدرسية التمهيدية لعلم النفس داروين. في التسعينيات، عومل علم النفس التطوري كنظرية هامشية، ووصف علماء النفس التطوري أنفسهم كأقلية مُحاصرة. كانت التغطية في الكتب المدرسية لعلم النفس معادية إلى حد كبير. وفقًا لعلماء النفس التطوري، فإن التغطية الحالية في الكتب المدرسية لعلم النفس عادة ما تكون محايدة أو متوازنة.
إن الوجود الذي تحتله النظرية التطورية في علم النفس يتزايد باطراد. وفقًا لمؤيديها، يحتل علم النفس التطوري الآن مكانًا مركزيًا في علم النفس.